# Palazzo Baldinotti Carpegna

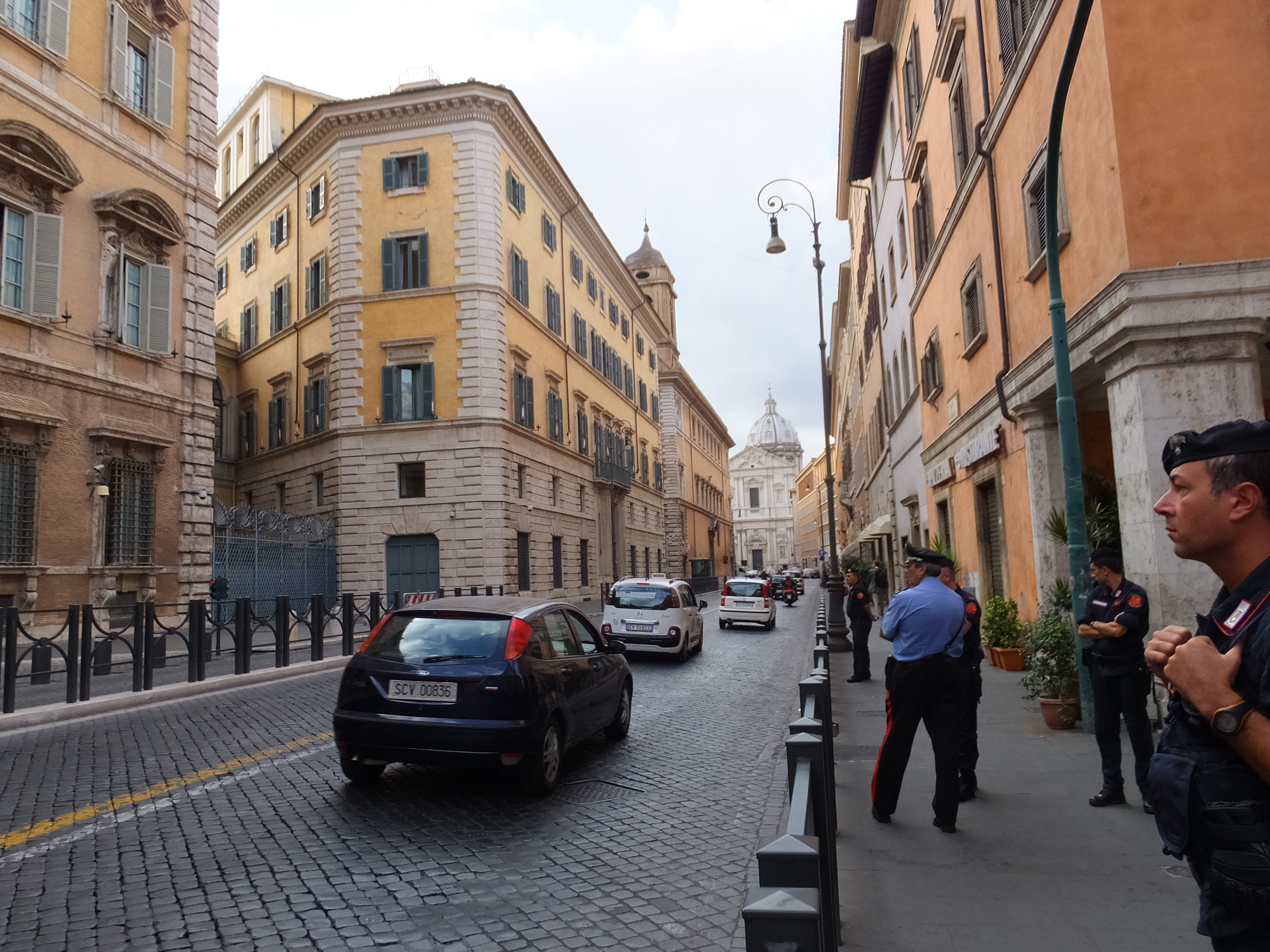
Em primeiro plano, o Palazzo Baldinotti Carpegna. Ao lado dele, mais adiante, o Palazzo della Sapienza e a igreja de Sant'Andrea della Valle.

Palazzo Baldinotti Carpegna, conhecido também como Palazzo Carpegna, é um palácio localizado na esquina do Corso del Rinascimento, na altura do número 44, com a Via degli Staderari, no rione Sant'Eustachio de Roma, anexo ao Palazzo Madama.

## História
O Palazzo Carpegna é uma cópia de um edifício original que foi demolido na década de 1930 durante as obras de abertura do próprio Corso del Rinascimento. Este edifício original foi construído no começo do século XV, mas foi reestruturado por Giovanni Antonio De Rossi na segunda metade do século XVII pelos maraqueses Baldinotti.
O prestígio do palácio se deve principalmente ao cardeal Giovanni Francesco Albani que viveu ali antes de se tornar papa com o nome de Clemente XI, não só por causa de sua presença, mas também pelas numerosas esculturas que ele ali deixou, além de uma preciosa biblioteca. Quando Giustina Ginevra Baldinotti se casou com Francesca Maria II di Carpegna, o edifício passou para os Carpegna, um ramo dos condes dos condes de Montefeltro de Urbino: deste matrimônio não vieram herdeiros e, por isto, Francesco Maria II, em um testamento de 1747, deixou seu nome, títulos e palácios ao filho de Laura di Carpegna e Mario Gabrielli, o seu sobrinho Antonio Gabrielli, que deu origem à família dos Carpegna Gabrielli.
Em 1919, o Palazzo Carpegna estava ligado ao vizinho Palazzo della Sapienza por um arco provisório sobre a Via degli Staderari, tornando-se uma sede complementar da Universidade de Roma "La Sapienza" e foi adquirido pelo estado italiano para ser a sede da Faculdade de Letras e Filosofia. Finalmente, em 1935, o edifício foi demolido e reconstruído como parte integrante do Palazzo Madama e atualmente ali estão alguns escritórios do Senado da República. 
Neste palácio viveu também Gaetano Moroni, barbeiro e depois camareiro do papa Gregório XVI, desde a morte do papa (1846) até sua própria morte (1883). Por quinze anos, Moroni, conhecido como Gaetanino, foi uma espécie de eminência parda do papa e era chamado pelo Pasquino de "vice papa" (em italiano:  sotto papa). Ele amealhou uma grande fortuna controlando o acesso ao pontífice e viveu com sua esposa e filhos no Palácio Apostólico até a morte de Gregório e depois se mudou para o Palazzo Carpegna. Era famosa também a atenção dispensada pela esposa de Gaetanino ao papa, o que lhe valeu o apelido de "puttana santissima" por G.G. Belli. Com a ascensão do papa Pio IX ao trono, ele foi dispensado e se retirou da vida pública para escrever um livro de memórias e uma obra fundamenta, em 109 volumes, chamada "Dizionario di erudizione storico-ecclesiastica", motivo pelo qual ele ainda hoje é conhecido na bibliografia pontifícia.

## Descrição
A fachada principal conta com um piso térreo com revestimento rusticado no centro do qual se abre um portal flanqueado por pilastras decoradas com estrelas e com uma cabeça feminina na arquitrave. O piso nobre apresenta uma varanda com três portas-janelas e com o motivo das estrelas repetido em todas as janelas. O edifício, que está ligado ao Palazzo Madama por um pórtico, se apresenta em três pisos terminando em um beiral com mísulas num esquema arquitetural mais ou menos similar ao da fachada principal nas fachadas da Piazza di Sant'Eustachio, Via della Dogana Vecchia e Via degli Staderari, esta última com um piso a menos.
Os Carpegna eram proprietários do Palazzo Carpegna, no rione Trevi, e de uma villa no exterior de Porta Pertusa.